# Tess Mathis
Tess Mathis is een Belgisch korfbalster.

## Levensloop
Mathis was tot 2021 actief bij Kwik. Ze werd er onder meer veldkampioen in 2017 en 2018 en zaalkampioen in 2019. Ook behaalde ze er zilver op de Europacup 2020 te Boedapest. Vervolgens werd ze actief bij Boeckenberg. Tevens maakte ze deel uit van het Belgisch nationaal team, waarmee ze onder meer zilver won op het wereldkampioenschap van 2019.